# Sam Kerr
Pour les articles homonymes, voir Sam Kerr (football, 1999).
Samantha May Kerr, parfois abrégé Sam Kerr, née le 10 septembre 1993 à Fremantle Est (Australie-Occidentale), est une footballeuse internationale australienne évoluant au poste d'attaquant à Chelsea, en Women's Super League.
En 2017, elle devient la meilleure buteuse de l'histoire de la NWSL et en 2019, celle de W-League.

## Biographie
Samantha May, Kerr est née le 10 septembre 1993 à East Fremantle. Elle est la fille de Roger Kerr, joueur de football australien des années 1980 (lui-même né à Calcutta en Inde d'un père britannique et d'une mère indienne, tous deux sportifs eux aussi). Elle a un frère, Daniel, qui a remporté l'Australian Football League avec les West Coast Eagles.

### Carrière

#### Western Knights SC (2006-2008)
Kerr commence à jouer au football chez les jeunes du Western Knights SC à Mosman Park. Après trois années au Western Knights SC, elle effectue un essai au Western Australian State Team, avant de partir au Perth Glory.

#### Perth Glory FC (2008-2011)
Kerr fait ses débuts en faveur du Perth Glory FC à l'âge de 15 ans au cours de la saison 2009 de la W-League. Elle est nommée Player of the Year de la W-League, et remporte le prix du but de l'année pour son but inscrit d'une longue distance contre le Sydney FC,. Au cours de la saison 2010-2011, Kerr débute les 10 matchs et marque trois buts. Elle inscrit un doublé lors de la première mi-temps contre le club d'Adelaide United, le 14 janvier 2011, qui offre la victoire à Perth (2-1).

#### Flash de Western New York (2013-2014)
En 2013, Kerr signe avec le Flash de Western New York pour la saison inaugurale de la National women's Soccer League (NWSL) aux États-unis. Elle débute 19 des 21 matchs qu'elle joue et marque six buts. Après avoir vaincu le Sky Blue FC 2-0 en demi-finale le Flash s'incline 2-0 face à Portland en finale.

#### Retour au Perth Glory (2014-2019)
En août 2014, Kerr retourne au Perth Glory. Elle y signe un contrat d'un an. Elle soulève le Premiership dès sa première saison, mais se blesse lors du dernier match de la saison régulière et ne peut pas disputer les play-offs. En 2016-2017, elle marque dix buts et emmène son équipe en finale de la W-League. Elle obtient la Julie Dolan Medal et le Penny Tanner Médias MVP Award. Pendant le mercato estival 2017, plusieurs clubs européens, notamment le Paris Saint-Germain, tentent de la recruter, mais elle préfère finalement rester en Australie pour avoir plus de chances de participer à la Coupe du monde 2019.
Lors de la saison 2018-2019, elle inscrit un triplé en demi-finale face au Victory pour porter le Glory en finale.

#### Sky Blue (2015-2017) et Chicago Red Stars (2018-2019)

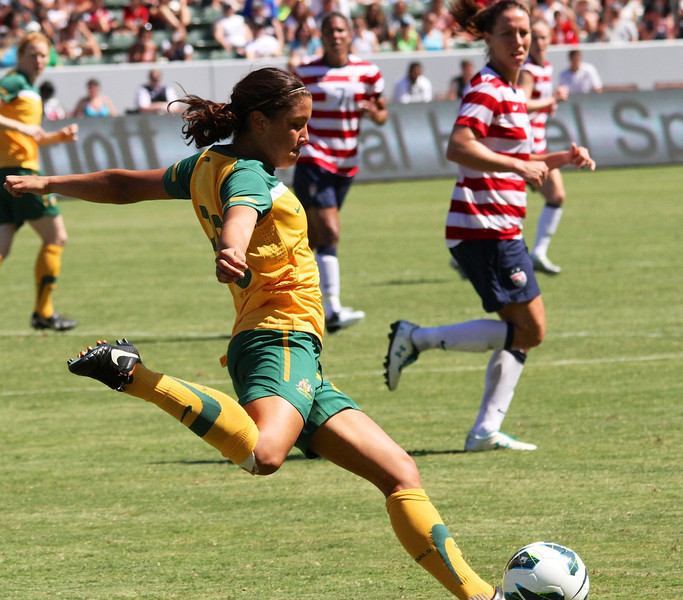

Après la Coupe du monde 2015, elle retourne en NWSL au Sky Blue FC. Le 19 août 2017, elle inscrit un quadruplé face au Reign. Elle termine la saison meilleure buteuse de la ligue avec 17 réalisations et est nommée MVP.
Le 18 janvier 2018, Kerr rejoint le Red Stars de Chicago. Elle emmène sa franchise en finale de la saison 2019 en inscrivant 18 buts et est nommée MVP pour la deuxième fois.
Le 8 octobre 2018, la joueuse est nommée parmi les quinze prétendantes au premier Ballon d'or féminin (elle se classera 5e).

#### Chelsea WFC (2019-)
Le 13 novembre 2019, Sam Kerr signe pour Chelsea un contrat de deux ans et demi, et devient la joueuse la mieux payée au monde. Elle remporte dès sa première saison le Championnat d'Angleterre féminin de football. Elle remporte de nouveau le titre la saison suivante en finissant meilleure buteuse du championnat avec 21 buts et 8 passes décisives.
En janvier 2024, le club londonien annonce que Sam Kerr est blessée à un ligament croisé antérieur d'un genou. En mai, L'attaquante australienne Sam Kerr est officiellement forfait pour les JO. Elle soulève néanmoins son cinquième titre de championne d'Angleterre en autant de saisons chez les Blues.

## Statistiques

### En club
| Saison                | Club                      | Championnat           | Championnat | Championnat | Coupe nationale | Coupe nationale | Coupe de la Ligue | Coupe de la Ligue | Séries | Séries | Total | Total |
| Saison                | Club                      | Division              | M.          | B.          | M.              | B.              | M.                | B.                | M.     | B.     | M.    | B.    |
| 2009                  | Perth Glory               | W-League              | 5           | 1           |                 |                 | -                 | -                 | -      | -      | 5     | 1     |
| 2010-2011             | Perth Glory               | W-League              | 10          | 3           |                 |                 | -                 | -                 | -      | -      | 10    | 3     |
| Sous-total            | Sous-total                | Sous-total            | 15          | 4           |                 |                 | -                 | -                 | -      | -      | 15    | 4     |
| 2012-2013             | Sydney FC                 | W-League              | 10          | 6           |                 |                 | -                 | -                 | 2      | 3      | 12    | 9     |
| 2013-2014             | Sydney FC                 | W-League              | 11          | 3           |                 |                 | -                 | -                 | 1      | 1      | 12    | 4     |
| Sous-total            | Sous-total                | Sous-total            | 21          | 9           |                 |                 | -                 | -                 | 3      | 4      | 24    | 13    |
| 2013                  | Flash de Western New York | NWSL                  | 19          | 6           |                 |                 | -                 | -                 | 2      | 0      | 21    | 6     |
| 2014                  | Flash de Western New York | NWSL                  | 20          | 9           |                 |                 | -                 | -                 | -      | -      | 20    | 9     |
| Sous-total            | Sous-total                | Sous-total            | 39          | 15          | -               | -               | -                 | -                 | 2      | 0      | 41    | 15    |
| 2014                  | Perth Glory               | W-League              | 10          | 11          |                 |                 | -                 | -                 | 0      | 0      | 10    | 11    |
| 2015-2016             | Perth Glory               | W-League              | 4           | 1           |                 |                 | -                 | -                 | -      | -      | 4     | 1     |
| 2016-2017             | Perth Glory               | W-League              | 12          | 10          |                 |                 | -                 | -                 | 1      | 0      | 13    | 10    |
| 2017-2018             | Perth Glory               | W-League              | 9           | 13          |                 |                 | -                 | -                 | -      | -      | 9     | 13    |
| 2018-2019             | Perth Glory               | W-League              | 11          | 13          |                 |                 | -                 | -                 | 2      | 4      | 13    | 17    |
| Sous-total            | Sous-total                | Sous-total            | 46          | 48          |                 |                 | -                 | -                 | 3      | 4      | 49    | 52    |
| 2015                  | Sky blue FC               | NWSL                  | 9           | 6           |                 |                 | -                 | -                 | -      | -      | 9     | 6     |
| 2016                  | Sky blue FC               | NWSL                  | 9           | 5           |                 |                 | -                 | -                 | -      | -      | 9     | 5     |
| 2017                  | Sky blue FC               | NWSL                  | 22          | 17          |                 |                 | -                 | -                 | -      | -      | 22    | 17    |
| Sous-total            | Sous-total                | Sous-total            | 40          | 28          |                 |                 | -                 | -                 | -      | -      | 40    | 28    |
| 2018                  | Red Stars de Chicago      | NWSL                  | 19          | 16          |                 |                 | -                 | -                 | 1      | 0      | 20    | 16    |
| 2019                  | Red Stars de Chicago      | NWSL                  | 21          | 18          |                 |                 | -                 | -                 | 2      | 1      | 23    | 19    |
| Sous-total            | Sous-total                | Sous-total            | 40          | 34          | -               | -               | -                 | -                 | 3      | 1      | 43    | 35    |
| 2019-2020             | Chelsea WFC               | FA WSL                | 4           | 1           | 1               | 0               | 2                 | 0                 | -      | -      | 7     | 1     |
| Sous-total            | Sous-total                | Sous-total            | 4           | 1           | 1               | 0               | 2                 | 0                 | -      | -      | 7     | 1     |
| Total sur la carrière | Total sur la carrière     | Total sur la carrière | 205         | 139         | 1               | 0               | 2                 | 0                 | 11     | 9      | 219   | 148   |

## Palmarès

### Club
Sydney FC :
- W-League Championship : 2012–13

Western New York Flash :
- NWSL Shield : 2013

Perth Glory :
- W-League Premiership:  2014

Chelsea WFC :
- Women's Super League : 2019-20, 2020-21, 2021-22, 2022-2023 et 2023-2024
- Coupe d'Angleterre : 2021, 2022, 2023
- Coupe de la Ligue : 2020, 2021
- Community Shield : 2020

### International
Équipe d'Australie :
- Coupe d'Asie : 2010

## Honneurs et distinctions
- 2017 : ABC Sports Personality of the Year[31] (« personnalité sportive de l'année de l'ABC »)
- 2018 : Young Australian of the Year[32]
- 2019 : The Guardian best female footballers in the world 2019[33]
- 2023 : Membre de l'équipe type de Women's Super League en 2023[34]

## Décoration
- Ordre d'Australie (2022)[35]

## Vie privée
Sam Kerr est ouvertement lesbienne. En août 2021, Sam Kerr annonce publiquement sa relation avec la footballeuse américaine Kristie Mewis qui dure depuis le début de l'année 2021. Le 21 novembre 2023, via à une photo Instagram, elles annoncent s'être fiancées le 20 septembre 2023. Le 18 novembre 2024, Sam Kerr et Kristie Mewis annoncent attendre leur premier enfant, à nouveau via un post instagram.
La naissance de ce dernier est annoncée le 8 mai 2025.